# Davit Niniašvili
Davit Niniašvili (gruzínsky დავით ნინიაშვილი, * 14. července 2002 Tbilisi) je gruzínský ragbista hrající za francouzský klub Lyon OU a za gruzínskou reprezentaci. Jeho preferované pozice jsou zadák a křídlo. S reprezentací vyhrál v letech 2021 až 2025 Rugby Europe Championship. Svůj první start si připsal za Gruzii v roce 2020 proti Irsku. První pětku položil proti Rusku na turnaji Championship v následujícím roce. Zúčastnil se MS 2023.
Ragby začal hrát v osmi letech. V roce 2022 byl zvolen nejlepším nováčkem francouzském ligy. Ve stejném roce vyhrál s Lyonem OU European Rugby Challenge Cup.